# Dun Karm Psaila

Bildnis von Dun Karm Psaila auf einer maltesischen Münze

Dun Karm Psaila, eigentlich Carmelo Psaila (* 18. Oktober 1871 in Żebbuġ; † 13. Oktober 1961 in Valletta) war ein maltesischer Schriftsteller, Dichter und Priester.

## Leben
Er wurde als Kind einfacher Leute geboren und begann bereits mit 18 Jahren Gedichte in italienischer Sprache zu schreiben. Seine Ausbildung erhielt er am Priesterseminar in Mdina. Dort studierte er von 1888 bis 1890 Philosophie und im Anschluss bis 1894 Theologie. Im Alter von 23 Jahren, im Jahr 1894, empfing er die Priesterweihe. Von 1895 bis 1921 unterrichtete er mehrere Fächer am Seminar. Unter ihnen waren Italienisch, Latein, Englisch, Geografie und Kirchengeschichte. 1921 wurde er zum stellvertretenden Bibliothekar der Nationalbibliothek ernannt, 1923 wurde er zum Direktor für Umlaufbibliotheken. Diesen Posten hielt er bis 1936, wo er in den Ruhestand ging.

## Werk und Rezeption
Neben seiner seelsorglichen Tätigkeit verfasste er weiterhin Gedichte, zunehmend auch in Malti, seiner Muttersprache. Sein erster Roman Il-Ħabib (Der Freund) erschien 1912. Danach entschloss sich Psaila, nur noch in Maltesisch zu schreiben. Unter dem Pseudonym Dun Karm (Dun ist der maltesische Titel für Priester) wurden seine Gedichte und Prosastücke bald sehr populär. In ihnen verbinden sich nationalromantische, existenzphilosophische und religiöse Themen. Seine visionäre Ausdruckskraft kommt dem Verlangen des maltesischen Volkes nach kultureller Eigenständigkeit und nationaler Identität sehr entgegen. Er starb 1961, und Dun Karm gilt heute als il-Poeta Malti, als maltesischer Nationaldichter. Ein Gedicht von ihm ist der Text der Nationalhymne Maltas L-Innu Malti.
Psaila erhielt die Spitznamen „der Barde von Malta“ oder „der Chaucer von Malta“. Er sei ein wichtiger Bestandteil des maltesischen Literatur gewesen.